# Reine Colaço Osorio-Swaab
Pour les articles homonymes, voir Colaço.
Reine Colaço Osorio-Swaab (16 janvier 1881 — 14 avril 1971) est une compositrice hollandaise.

## Biographie
Reine Colaço Osorio-Swaab nait à Amsterdam, aux Pays-Bas. Elle développe un intérêt pour la composition musicale une fois que ses enfants ont grandi et après la mort de son mari. Elle étudie la composition avec Ernest W. Mulder et la mélodie avec Henk Badings.
Durant les années 1920 elle traduit en hollandais l'œuvre de Martin Buber. Durant les années 1930 elle écrit un certain nombre de chansons en néerlandais. Après la Seconde Guerre mondiale, en 1946, elle compose Monument en l'honneur de son fils John assassiné à Dachau.
Elle meurt à Amsterdam en 1971, .

## Œuvres
Colaço Osorio-Swaab a composé des musiques de chambre, des chansons, une ouverture pour orchestre, des duos.
- Aus den knospen quellen sachte (in Sänge eines fahrenden Spielmanns) (texte : Stefan George)
- Avond (texte : Carel Steven Adama van Scheltema)
- Das Roseninnere (texte : Rainer Maria Rilke)
- Dorpsdans (texte : Jacques Fabrice Herman Perk)
- En sourdine (texte : Paul Verlaine)
- Fêtes galantes (texte : Paul Verlaine)
- Heisst es viel dich bitten (de Sänge eines fahrenden Spielmanns) (texte : Stefan George)
- So ich traurig bin (de Sänge eines fahrenden Spielmanns) (texte : Stefan George)
- Worte trügen, worte fliehen (de Sänge eines fahrenden Spielmanns) (texte : Stefan George)
- Zij Komt (texte : Jacques Fabrice Herman Perk) [3]
- Suite (Trio n° 1) pour flûte, violon et alto (1940)
- Trio n° 3 pour 2 violons et alto (1950)
- Quatuor n° 1 pour flûte, violon, alto et violoncelle (1952)
- Sonate n° 3 pour alto et piano (1952)
- Tsaddiék, Intermezzo pour alto et piano (1953)

## Source
- (en) Cet article est partiellement ou en totalité issu de l’article de Wikipédia en anglais intitulé « Reine Colaço Osorio-Swaab » (voir la liste des auteurs).